# Donkey punch
Donkey punch er slang for en handling som angiveligt udføres under sex bagfra. Det omfatter et slag mod baghovedet  eller den nedre del af ryggen på den modtagende part, hvilket skulle medføre ekstra nydelse.
Der findes dog ingen kilder til at dette skulle være tilfældet og i værste fald kan denne praksis medføre alvorlige skader.